# Kerbfilter
Ein Kerbfilter (englisch notch filter) ist ein elektronisches Filter, mit dem Frequenzen innerhalb eines engen Frequenzbereiches ausgefiltert werden können. Anschaulich wird eine Kerbe in das Frequenzdiagramm eingefügt.
Kerbfilter stellen einen besonders schmalbandigen Typ von Bandsperrfilter dar, welche in der Übertragungsfunktion nur eine Nullstelle aufweisen und damit nicht ein breites Frequenzband, sondern idealerweise genau eine Frequenz möglichst stark dämpfen.

## Anwendung

Betragsfrequenzgang eines Kerbfilters für 50 Hz, um störende Anteile der Netzfrequenz zu unterdrücken

Kerbfilter finden Anwendung als „Säuberungsfilter“ in der Hoch- und Zwischenfrequenztechnik, beispielsweise in Funkempfängern. In der Niederfrequenztechnik werden sie ebenso verwendet, wenn besonders schmalbandige Wirkung erwünscht ist, z. B. in der Audiotechnik. Diese Notch-Filter haben einen großen Gütefaktor (Q-Faktor), entsprechend einer kleinen Bandbreite.
In der Musikelektronik gibt es Kerbfilter auch als durchstimmbare, in der Frequenz regelbare Bandsperren. Damit können unerwünschte Rückkopplungen und Störfrequenzen abgeschwächt werden, indem der Signalpegel der entsprechenden Frequenz abgesenkt wird. Um eine zu entfernende, störende Stelle in einem Musikstück leichter finden zu können, empfiehlt es sich, das Filter auf schmale Präsenzanhebung zu stellen und dann zu hören, an welcher Stelle die Frequenz besonders aufdringlich wirkt. Dann schaltet man auf „Notch“ um und entfernt diesen schmalen Fehlerbereich.

## Besondere Verwendungen
- bei modernen Powerline-Netzen, um empfindliche Kurzwellenanwendungen vom Powerline-Signal freizuhalten
- bei der Regelung von Piezo-Aktoren, um deren Resonanzfrequenz zu unterdrücken und die Bandbreite des Regelkreises zu erhöhen.
- in der Messtechnik, um bei Laser-induzierter Raman-Streuung (LRS) das störende Rayleigh-Signal auszublenden
- in Hochfrequenzempfangsstufen (Radio-Funkempfänger) als Sperrfilter für unerwünschte Frequenzen (etwa Interferenzen)
- in UKW-Empfängern zur Filterung des Pilottones; ebenso in Kassettenrekordern zur Filterung dieses Pilottones (MPX-Filter)
- in der Medizintechnik, beispielsweise bei der  EKG- oder EEG-Aufzeichnung
- bei älteren Hörgerätemodellen zur Verringerung der Rückkopplungsneigung
- in Messgeräten, um störende Anteile der Netzfrequenz zu unterdrücken
- in GNSS-Empfängern zur Unterdrückung von Störsignalen